# Lepisorus annuifrons
Lepisorus annuifrons là một loài thực vật có mạch trong họ Polypodiaceae. Loài này được (Makino) Ching miêu tả khoa học đầu tiên năm 1933.